# احمد ترک‌نژاد
احمد ترک نژاد   (متولد  ۱۳۳۹ لرستان)  سیاستمدار اصلاح طلب است.
ایشان اظهار داشته‌اند همواره به رویکرد اصلاحی معتقد بوده و راه برون‌رفت از چالش‌ها را راهبردهای اصلاح‌طلبانه  می‌دانم  و این دلیلی نیست بر تایید همه رویکردها و راهبردهای جناحی که موسوم به اصلاح‌طلب است.
از مهم‌ترین سوابق وی می‌توان به معاون وزیر جهاد سازندگی در دولت سازندگی  و استاندار کرمانشاه در دولت اصلاحات جمهوری اسلامی ایران اشاره کرد.